# Estação Ferroviária de Celorico de Basto
A Estação Ferroviária de Celorico de Basto é uma interface encerrada da Linha do Tâmega, que servia a localidade de Celorico de Basto, no Distrito de Braga, em Portugal.

## História

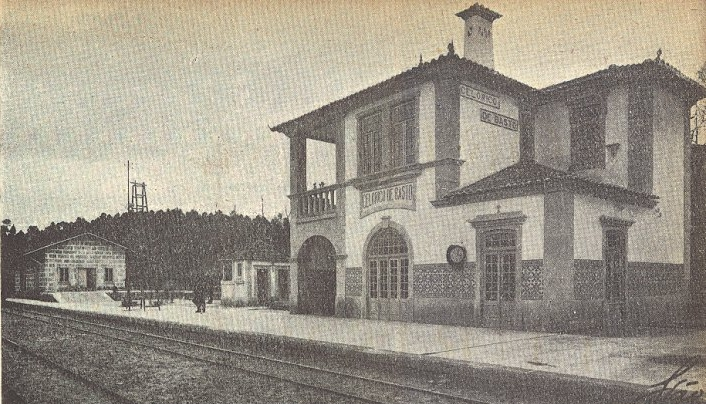
Estação de Celorico de Basto, nos primeiros anos

### Construção e inauguração
Os trabalhos de construção no troço entre Chapa e Celorico de Basto começaram em Outubro de 1929, e em 1931 já se encontrava construída a casa para pessoal nesta estação.
Esta interface foi inaugurada em 20 de Março de 1932, como estação terminal provisória da Linha do Vale do Tâmega, pela Companhia dos Caminhos de Ferro do Norte de Portugal, à qual a Companhia dos Caminhos de Ferro Portugueses tinha alugado a Linha do Vale do Tâmega.
Para o transporte dos convidados, de várias entidades oficiais e particulares, foram realizados dois comboios especiais, um desde Porto-São Bento até Livração, e outro desde aquela estação até Celorico de Basto. Após a inauguração, esta estação passou a prestar serviços completos em pequena e grande velocidades, internos e combinados.

### Ligação a Arco de Baúlhe
Em 1947, a Companhia do Norte foi integrada na Companhia dos Caminhos de Ferro Portugueses, pelo que todas as antigas linhas daquela empresa, incluindo a Linha do Tâmega, passaram para a gestão da CP. O troço seguinte da Linha do Vale do Tâmega, até Arco de Baúlhe, foi inaugurado em 15 de Janeiro de 1949.

### Encerramento
Devido à reduzido procura, o lanço entre Arco de Baúlhe e Amarante foi encerrado ao serviço em 2 de Janeiro de 1990, como parte de um plano de reestruturação da empresa Caminhos de Ferro Portugueses.

## Ecopista
Os edifícios que compõem a antiga estação são, desde a inauguração da ecopista, em 2013, a principal porta de entrada de turistas no concelho.
Em Maio de 2021, a Câmara de Celorico de Basto anunciou que  vai concessionar o direito de exploração da antiga estação ferroviária para melhorar os serviços de apoio à ecopista.
À primeira fase do concurso podem concorrer empresas da região. Os privados são desafiados a criar um novo conjunto de serviços que valorizem a ecopista na vertente turística, sem desvirtuar o seu propósito inicial de carácter informativo e interpretativo da sua história e da área envolvente. O direito de concessão deverá ser pelo período de três anos e o valor base mensal de ocupação será de 500 euros.